# Alceu Reis
Alceu Reis é um professor e violoncelista brasileiro.
Estudou com Iberê Gomes Grosso, aperfeiçoando-se depois com Pierre Fournier. Reis foi primeiro violoncelo durante muitos anos da Orquestra Sinfônica do Theatro Municipal do Rio de Janeiro, a OSTM. De 2002 a 2005 foi primeiro violoncelo convidado da Orquestra Sinfônica do Estado de São Paulo (Osesp). 
Como camerista, Alceu Reis participou do Quarteto Bessler e foi membro fundador do Quarteto Amazônia. Com estes dois conjuntos, gravou obras de Alberto Nepomuceno, Gounod, Verdi, Alexandre Levy, além da série completa dos quartetos de Villa-Lobos. Os seus discos foram lançados pela Kuarup, Chant du Monde, e pela Duchesne, entre outras. Em 2002, participou da turnê européia do Quarteto Amazônia, cuja etapa final deu-se no Festival de Verão de Carinsthischer, na Áustria. Com o Quarteto Amazônia gravou um disco dedicado a Astor Piazzolla, ganhando um Grammy latino em 2002.
Professor convidado nos principais festivais brasileiros, participou também dos júris de concursos, como o Concurso Internacional Villa-Lobos, Pró-Música de Juiz de Fora e Vitória.
Foi professor da Uni-Rio por muitos anos. Seus alunos fazem parte das mais importantes orquestras nacionais e internacionais. Devido á importância que teve junto ao cenário musical brasileiro ao longo dos últimos anos, Alceu Reis é verbete da Enciclopédia da Musica Brasileira da Publifolha.
Atualmente Alceu Reis é violoncelista do Quarteto Raga e também é o primeiro violoncelo da Orquestra Sinfônica Brasileira da cidade do Rio de Janeiro (OSB).

## Prêmios e homenagens
Alceu Reis já recebeu diversas vezes o Prêmio Sharp, Prêmio Carlos Gomes, prêmios dados pela Associação Paulista de Críticos de Arte, reconhecimento pelo New York Times, Diapason, Le Monde de la Musique e inúmeros outros.